# Station Perrignier
Station Perrignier is een spoorwegstation in de Franse gemeente Perrignier.
Het wordt bediend door de treinen van TER Auvergne-Rhône-Alpes en Léman Express (lijn L1).

## Treindiensten
| Serie | Treinsoort                | Route                                                                                      | Bijzonderheden |
| ----- | ------------------------- | ------------------------------------------------------------------------------------------ | -------------- |
| L1    | Léman Express (CFF, SNCF) | Coppet – Genève-Cornavin – Annemasse (– Perrignier – Thonon-les-Bains (– Évian-les-Bains)) |                |